# Deens voetbalelftal in 1998
Het Deens voetbalelftal speelde dertien officiële interlands in het jaar 1998, waaronder vijf duels bij het WK voetbal 1998 in Frankrijk. De ploeg stond onder leiding van de Zweedse bondscoach Bo Johansson.

## Balans
| Wedstrijden | Wedstrijden | Wedstrijden | Wedstrijden | Doelpunten | Doelpunten | Doelpunten | Punten |
| Gespeeld    | Winst       | Gelijk      | Verlies     | Voor       | Tegen      | Saldo      | Punten |
| ----------- | ----------- | ----------- | ----------- | ---------- | ---------- | ---------- | ------ |
| 13          | 3           | 3           | 7           | 13         | 18         | –5         | 0.692  |

## Interlands
|                                                     |           |                   |            |                                                                                    |
| 25 maart Vriendschappelijk № 615 «onderlinge duels» | Schotland | 0 – 1             | Denemarken | Ibrox Stadium, Glasgow Toeschouwers: 26.468 Scheidsrechter: Dermot Gallagher (ENG) |
| 25 maart Vriendschappelijk № 615 «onderlinge duels» |           | 38' Brian Laudrup |            | Ibrox Stadium, Glasgow Toeschouwers: 26.468 Scheidsrechter: Dermot Gallagher (ENG) |

|                                                     |            |                                           |           |                                                                             |
| 22 april Vriendschappelijk № 616 «onderlinge duels» | Denemarken | 0 – 2                                     | Noorwegen | Parken, Kopenhagen Toeschouwers: 39.277 Scheidsrechter: Mikko Vuorela (FIN) |
| 22 april Vriendschappelijk № 616 «onderlinge duels» |            | 26' Øyvind Leonhardsen 58' Tore André Flo |           | Parken, Kopenhagen Toeschouwers: 39.277 Scheidsrechter: Mikko Vuorela (FIN) |

|                                                   |                                                                          |       |            |                                                                              |
| 28 mei Vriendschappelijk № 617 «onderlinge duels» | Zweden                                                                   | 3 – 0 | Denemarken | Malmö Stadion, Malmö Toeschouwers: 25.258 Scheidsrechter: René Temmink (NED) |
| 28 mei Vriendschappelijk № 617 «onderlinge duels» | Fredrik Ljungberg 22' Jörgen Pettersson 33' (pen.) Jörgen Pettersson 49' |       |            | Malmö Stadion, Malmö Toeschouwers: 25.258 Scheidsrechter: René Temmink (NED) |

|                                                   |                  |       |                                                 |                                                                             |
| 5 juni Vriendschappelijk № 618 «onderlinge duels» | Denemarken       | 1 – 2 | Kameroen                                        | Parken, Kopenhagen Toeschouwers: 40.564 Scheidsrechter: David Elleray (ENG) |
| 5 juni Vriendschappelijk № 618 «onderlinge duels» | Peter Møller 90' |       | 17' François Omam-Biyik 24' François Omam-Biyik | Parken, Kopenhagen Toeschouwers: 40.564 Scheidsrechter: David Elleray (ENG) |

| WK voetbal 1998 |
| --------------- |

|                                                                 |               |                 |            |                                                                                        |
| 12 juni WK-eindronde Groep C № 619 «onderlinge duels» 17:30 uur | Saoedi-Arabië | 0 – 1           | Denemarken | Stade Félix Bollaert, Lens Toeschouwers: 38.140 Scheidsrechter: Javier Castrilli (ARG) |
| 12 juni WK-eindronde Groep C № 619 «onderlinge duels» 17:30 uur |               | 69' Marc Rieper |            | Stade Félix Bollaert, Lens Toeschouwers: 38.140 Scheidsrechter: Javier Castrilli (ARG) |

|                                                                 |                   |       |                       |                                                                                         |
| 18 juni WK-eindronde Groep C № 620 «onderlinge duels» 17:30 uur | Denemarken        | 1 – 1 | Zuid-Afrika           | Stadium Municipal, Toulouse Toeschouwers: 33.300 Scheidsrechter: John Toro Rendón (COL) |
| 18 juni WK-eindronde Groep C № 620 «onderlinge duels» 17:30 uur | Allan Nielsen 13' |       | 52' Benedict McCarthy | Stadium Municipal, Toulouse Toeschouwers: 33.300 Scheidsrechter: John Toro Rendón (COL) |

|                                                                 |                                               |           |                            |                                                                                  |
| 24 juni WK-eindronde Groep C № 621 «onderlinge duels» 16:00 uur | Frankrijk                                     | 2 – 1     | Denemarken                 | Stade Gerland, Lyon Toeschouwers: 39.100 Scheidsrechter: Pierluigi Collina (ITA) |
| 24 juni WK-eindronde Groep C № 621 «onderlinge duels» 16:00 uur | Youri Djorkaeff 13' (pen.) Emmanuel Petit 56' | (details) | 42' (pen.) Michael Laudrup | Stade Gerland, Lyon Toeschouwers: 39.100 Scheidsrechter: Pierluigi Collina (ITA) |

|                                                                         |                      |       |                                                                   |                                                                                   |
| 28 juni WK-eindronde Achtste finales № 622 «onderlinge duels» 21:00 uur | Nigeria              | 1 – 4 | Denemarken                                                        | Stade de France, Saint-Denis Toeschouwers: 80.000 Scheidsrechter: Urs Meier (SUI) |
| 28 juni WK-eindronde Achtste finales № 622 «onderlinge duels» 21:00 uur | Tijani Babangida 78' |       | 3' Peter Møller 12' Brian Laudrup 60' Ebbe Sand 76' Thomas Helveg | Stade de France, Saint-Denis Toeschouwers: 80.000 Scheidsrechter: Urs Meier (SUI) |

|                                                                     |                                    |       |                                       |                                                                                         |
| 3 juli WK-eindronde Kwartfinales № 623 «onderlinge duels» 21:00 uur | Brazilië                           | 3 – 2 | Denemarken                            | Stade de la Beaujoire, Nantes Toeschouwers: 35.500 Scheidsrechter: Gamal Ghandour (EGY) |
| 3 juli WK-eindronde Kwartfinales № 623 «onderlinge duels» 21:00 uur | Bebeto 11' Rivaldo 26' Rivaldo 60' |       | 2' Martin Jørgensen 50' Brian Laudrup | Stade de la Beaujoire, Nantes Toeschouwers: 35.500 Scheidsrechter: Gamal Ghandour (EGY) |

|  |  |  |  |  |  |  |  |  |

|                                                        |               |       |            |                                                                                  |
| 19 augustus Vriendschappelijk № 624 «onderlinge duels» | Tsjechië      | 1 – 0 | Denemarken | Letenský stadion, Praag Toeschouwers: 7.021 Scheidsrechter: Ryszard Wójcik (POL) |
| 19 augustus Vriendschappelijk № 624 «onderlinge duels» | Karel Rada 8' |       |            | Letenský stadion, Praag Toeschouwers: 7.021 Scheidsrechter: Ryszard Wójcik (POL) |

|                                                      |             |       |            |                                                                                 |
| 5 september EK-kwalificatie № 625 «onderlinge duels» | Wit-Rusland | 0 – 0 | Denemarken | Dinamo Stadion, Minsk Toeschouwers: 34.000 Scheidsrechter: Georg Dardenne (GER) |
| 5 september EK-kwalificatie № 625 «onderlinge duels» |             |       |            | Dinamo Stadion, Minsk Toeschouwers: 34.000 Scheidsrechter: Georg Dardenne (GER) |

|                                                               |                       |       |                                       |                                                                             |
| 10 oktober EK-kwalificatie № 626 «onderlinge duels» 19:15 uur | Denemarken            | 1 – 2 | Wales                                 | Parken, Kopenhagen Toeschouwers: 36.009 Scheidsrechter: Sándor Piller (HUN) |
| 10 oktober EK-kwalificatie № 626 «onderlinge duels» 19:15 uur | Søren Frederiksen 58' |       | 59' Adrian Williams 86' Craig Bellamy | Parken, Kopenhagen Toeschouwers: 36.009 Scheidsrechter: Sándor Piller (HUN) |

|                                                     |                        |       |                  |                                                                              |
| 14 oktober EK-kwalificatie № 627 «onderlinge duels» | Zwitserland            | 1 – 1 | Denemarken       | Hardturm, Zürich Toeschouwers: 12.500 Scheidsrechter: Miroslav Radoman (YUG) |
| 14 oktober EK-kwalificatie № 627 «onderlinge duels» | Stéphane Chapuisat 58' |       | 88' Ole Tobiasen | Hardturm, Zürich Toeschouwers: 12.500 Scheidsrechter: Miroslav Radoman (YUG) |

## FIFA-wereldranglijst
| JAN | FEB | MAR | APR | MEI | JUN | JUL | AUG | SEP | OKT | NOV | DEC |
| --- | --- | --- | --- | --- | --- | --- | --- | --- | --- | --- | --- |
|     | 24  | 26  | 20  | 27  |     | 18  | 17  | 18  | 18  | 18  | 19  |

## Statistieken
| Peter Schmeichel    | 1963-11-18 | Manchester United   | 10 | 0 | 0 | 107 | 0 |
| Mogens Krogh        | 1963-10-31 | Brøndby IF          | 3  | 2 | 0 |     |   |
| Verdediging         |            |                     |    |   |   |     |   |
| Thomas Helveg       | 1971-06-24 | AC Milan            | 13 | 0 | 1 |     |   |
| Marc Rieper         | 1968-06-05 | Celtic              | 12 | 0 | 1 |     |   |
| Jan Heintze         | 1963-08-17 | Bayer 04 Leverkusen | 11 | 2 | 0 |     |   |
| Jes Høgh            | 1966-05-07 | Fenerbahçe SK       | 11 | 0 | 0 |     |   |
| Michael Schjønberg  | 1967-01-19 | FC Kaiserslautern   | 6  | 2 | 0 |     |   |
| Søren Colding       | 1972-09-02 | Brøndby IF          | 5  | 4 | 0 |     |   |
| Ole Tobiasen        | 1975-07-08 | Ajax Amsterdam      | 4  | 0 | 1 |     |   |
| René Henriksen      | 1969-08-27 | AB Kopenhagen       | 2  | 1 | 0 |     |   |
| Jacob Laursen       | 1971-10-06 | Derby County        | 2  | 1 | 0 | 23  | 0 |
| Claus Thomsen       | 1970-05-31 | VfL Wolfsburg       | 1  | 1 | 0 |     |   |
| Niclas Jensen       | 1974-08-17 | FC Kopenhagen       | 0  | 1 | 0 |     |   |
| Middenveld          |            |                     |    |   |   |     |   |
| Martin Jørgensen    | 1975-10-06 | Udinese             | 9  | 3 | 1 |     |   |
| Allan Nielsen       | 1971-03-13 | Tottenham Hotspur   | 9  | 2 | 1 |     |   |
| Michael Laudrup     | 1964-06-15 | Ajax Amsterdam      | 9  | 0 | 1 |     |   |
| Per Frandsen        | 1970-02-06 | Bolton Wanderers    | 4  | 5 | 0 |     |   |
| Morten Wieghorst    | 1971-02-25 | Celtic              | 3  | 4 | 0 |     |   |
| Brian Steen Nielsen | 1968-12-28 | AB Kopenhagen       | 2  | 0 | 0 |     |   |
| Thomas Gravesen     | 1976-03-11 | Hamburger SV        | 1  | 2 | 0 |     |   |
| Stig Tøfting        | 1969-08-14 | MSV Duisburg        | 0  | 3 | 0 |     |   |
| Bjarne Goldbæk      | 1968-10-06 | Chelsea             | 0  | 2 | 0 |     |   |
| Aanval              |            |                     |    |   |   |     |   |
| Brian Laudrup       | 1969-02-22 | Chelsea             | 9  | 0 | 3 |     |   |
| Ebbe Sand           | 1972-07-19 | Brøndby IF          | 5  | 5 | 1 | 10  | 1 |
| Peter Møller        | 1972-03-23 | Real Oviedo         | 5  | 2 | 2 |     |   |
| Jon Dahl Tomasson   | 1976-08-29 | Feyenoord           | 3  | 0 | 0 |     |   |
| Søren Frederiksen   | 1972-01-27 | Aalborg BK          | 2  | 1 | 1 |     |   |
| Mikkel Beck         | 1973-05-12 | Derby County        | 1  | 1 | 0 |     |   |
| Miklos Molnar       | 1970-04-10 | Sevilla FC          | 1  | 1 | 0 |     |   |
| Søren Andersen      | 1970-01-31 | Bristol City        | 0  | 2 | 0 |     |   |